# Bundesautobahn 41
Pour les articles homonymes, voir A41.
La Bundesautobahn 41 était un projet de Bundesautobahn dans le Land de Rhénanie-du-Nord-Westphalie.